# Норт-Севіклі Тауншип (округ Бівер, Пенсільванія)
Норт-Севіклі Тауншип (англ. North Sewickley Township) — селище (англ. township) в США, в окрузі Бівер штату Пенсільванія. Населення — 5495 осіб (2020).

## Демографія
Згідно з переписом 2010 року, у селищі мешкало 5488 осіб у 2159 домогосподарствах у складі 1609 родин. Було 2311 помешкання
Расовий склад населення:
| - 97,9 % — білих - 0,7 % — чорних або афроамериканців - 0,2 % — азіатів - 0,1 % — корінних американців |

До двох чи більше рас належало 0,8 %. Частка іспаномовних становила 0,9 % від усіх жителів.
За віковим діапазоном населення розподілялося таким чином: 20,1 % — особи молодші 18 років, 60,4 % — особи у віці 18—64 років, 19,5 % — особи у віці 65 років та старші. Медіана віку мешканця становила 45,8 року. На 100 осіб жіночої статі у селищі припадало 96,7 чоловіків;  на 100 жінок у віці від 18 років та старших — 97,3 чоловіків також старших 18 років.
Середній дохід на одне домашнє господарство  становив 78 288 доларів США (медіана — 59 618), а середній дохід на одну сім'ю — 90 870 доларів (медіана — 67 713). Медіана доходів становила 49 674 долари для чоловіків та 38 159 доларів для жінок. За межею бідності перебувало 11,7 % осіб, у тому числі 24,7 % дітей у віці до 18 років та 6,1 % осіб у віці 65 років та старших.
Цивільне працевлаштоване населення становило 2850 осіб. Основні галузі зайнятості: освіта, охорона здоров'я та соціальна допомога — 27,2 %, виробництво — 14,6 %, науковці, спеціалісти, менеджери — 9,8 %, роздрібна торгівля — 9,2 %.